# Terje Gewelt
Terje Gewelt (Oslo, 8 juni 1960) is een Noors jazzcontrabassist.

## Biografie
Gewelt groide op in Larvik, een klein stadje aan de zuidoostelijke kust van Noorwegen. Hij begon op 10-jarige leeftijd met gitaarspelen, stapte op 14-jarige leeftijd over op elektrische bas en voegde daar op 17-jarige leeftijd akoestische bas aan toe.
Van 1979-1981 studeerde hij privé bij de internationaal erkende Noorse bassist Arild Andersen en speelde hij in lokale jazz- en fusionbands met onder andere de grote Noorse toetsenist Atle Bakken. In 1981 ging Terje naar de Verenigde Staten om bas te studeren aan het Bass Institute of Technology in Los Angeles. Hij studeerde elektrische bas bij Jeff Berlin en akoestische bas bij Bob Magnuson en speelde in jazzclubs rond Los Angeles met gitarist Les Wise.
In 1982 verhuisde hij terug naar Oslo en speelde daar een jaar met veel van de beste Noorse jazzmuzikanten. In 1983 keerde hij terug naar de Verenigde Staten en schreef zich in aan het Berklee College of Music in Boston, Massachusetts (1983-1987). Tijdens zijn verblijf in Berklee ontmoette hij vele jonge en getalenteerde muzikanten uit de hele wereld, waaronder de saxofonisten Tommy Smith en Donny McCaslin en de pianisten Christian Jacob, Danilo Perez en Laszlo Gardony. Hij nam ook privélessen bij de legendarische bassist Jaco Pastorius in New York en de bas bij Dave Holland en speelde met internationaal samengestelde bands als Forward Motion.
Terje formeerde samen met saxofonist Tommy Smith het akoestische jazzkwartet Forward Motion en bracht de opname Progressions uitgebracht. Hij was ook lid van de Amerikaanse jazz/wereldmuziekgroep Full Circle en speelde op hun eerste twee opnamen voor CBS Sony.
In 1988 werd Terje uitgenodigd in Californië om samen te werken met Santana-drummer Michael Shrieve, wat resulteerde in de opname Stiletto bij RCA Novus, waarop ook Mark Isham op trompet en Andy Summers en David Torn op gitaar te horen waren.
Na 7 jaar in de Verenigde Staten, verhuisde Terje in 1989 terug naar Noorwegen en werd al snel een eerste call-bassist in het creatieve Noorse jazzcircuit.
In 1995 kreeg hij een oproep om zich bij de band van Billy Cobham aan te sluiten. Terje speelde akoestische bas op de twee Cobham-cd's Nordic (1998) en Off Color (1999) bij Eagle Records.
In 1997 begon hij te spelen met de Russische pianist Misha Alperin en nam hij de twee cd's North Story en First Impression op (met John Surman) bij ECM Records.
In 1998 begon hij met het platenlabel Resonant Music. Terje heeft als leader acht cd's uitgebracht, allemaal bij Resonant Music. Als sideman speelde hij bas op meer dan 100 jazzopnamen, waaronder opnamen van Billy Cobham, Michael Shrieve, Misha Alperin, Dag Arnesen, Roy Powell, Staffan William-Olsson en Ahmad Mansour.
Terje staat bekend om het overdubben van meerdere bassen in sommige van zijn opnamen.

## Discografie

### Als leader
- 1999: Hide and Seek (Resonant Music), met Billy Cobham
- 2002: Duality (Resonant Music)
- 2003: Interplay (Resonant Music), duo met Christian Jacob
- 2004: Small World (Resonant Music)
- 2005: Hope (Resonant Music), duo met Christian Jacob
- 2007: If Time Stood Still (Resonant Music), trio met Kenneth Ekornes en Bjørn Klakegg
- 2009: Oslo (Resonant Music), trio met Enrico Pieranunzi en Anders Kjellberg
- 2010: Azure (Resonant Music)
- 2011: Selected Works (Resonant Music)
- 2012: Spindrift (Resonant Music)
- 2013: Steppingstone (Resonant Music)

### Samenwerkingen
Met Misha Alperin
- 1986: North Story (ECM Records), met Arkady Shilkloper
- 1986: First Impression (ECM Records), met John Surman

Met Michael Shrieve
- 1989: Stiletto (RCA Novus)

Met Tommy Smith
- 1990: Peeping Tom (EMI)

Met Knut Værnes
- 1992: Admission For Guitars And Basses (Curling Legs), duo

Met Dag Arnesen Trio
- 1994: Movin' (Taurus Records), met Svein Christiansen
- 2004: Time Enough (Taurus Records), met Pål Thowsen
- 2007: Norwegian Song (Resonant Music)
- 2008: Norwegian Song 2 (Resonant Music)

Met Ahmad Mansour Trio
- 1995: Tumbleweed (Gorgone Productions)

Met Petter Wettre Quartet
- 1996: Pig Virus (Curling Legs)

Met Billy Cobham
- 1998: Nordic (Eagle Records)
- 1999: Off Color (Eagle Records)

Met Roy Powell Trio
- 2003: Solace (Nagel Heyer Records), met Jarle Vespestad

Met Karin Krog en John Surman
- 2013: Songs About This And That (Meantime Records), met Ivar Kolve, Bjørn Klakegg en Tom Olstad